# 卡西亚
卡西亚是巴西米纳斯吉拉斯州的一个市镇。总面积643.866平方公里，总人口22587人，人口密度35.1人/平方公里。